# Confederação Brasileira de Futebol Americano

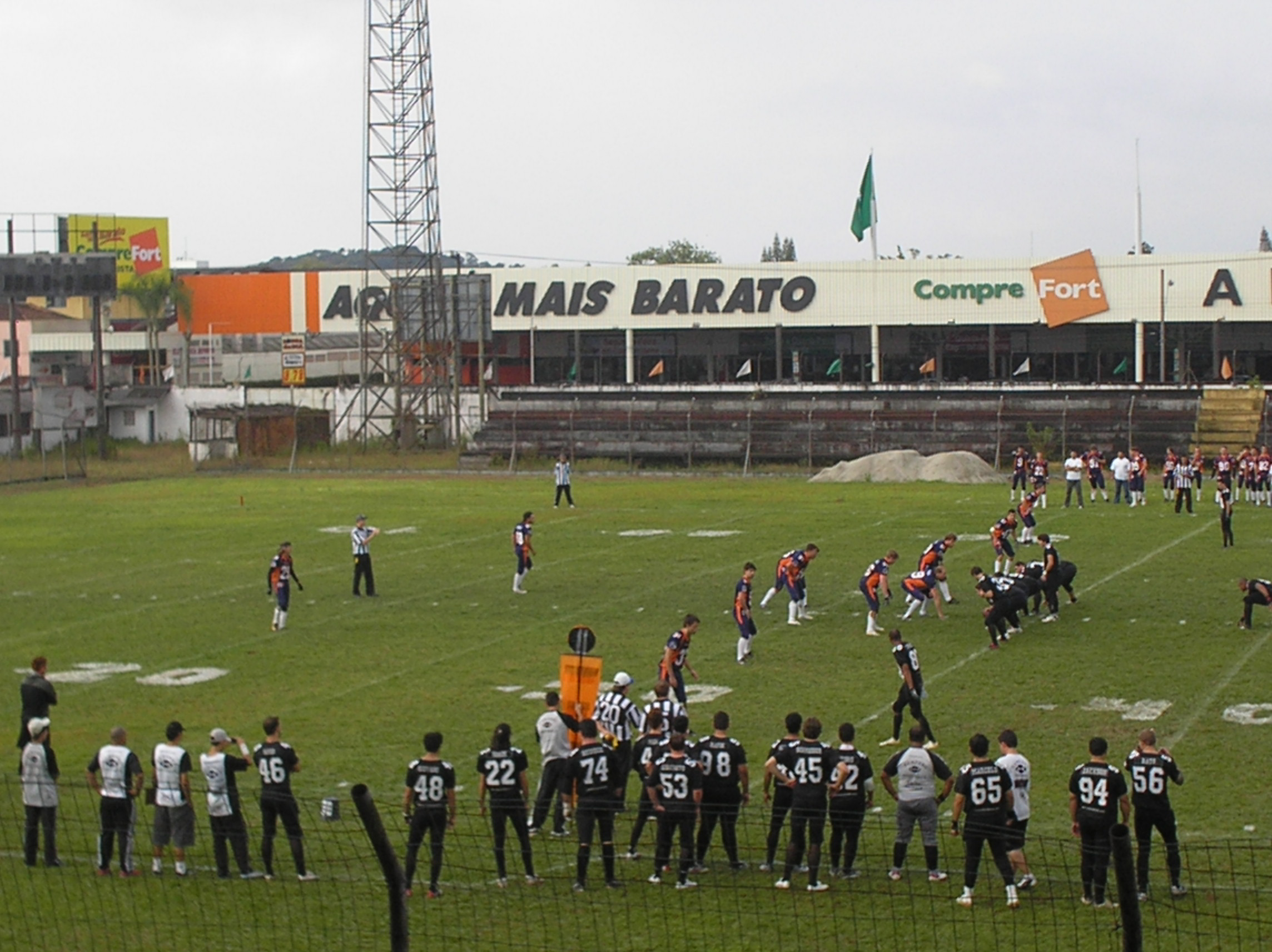
Partida de futebol americano entre Caxias Panzers e Jaraguá Brakers válida pelo campeonato catarinense de futebo americano. Local da partida: Estádio Ernesto Shlemm Sobrinho, o "Ernestão" Joinville, Santa Catarina, Brasil.

A Confederação Brasileira de Futebol Americano (CBFA) é a instituição máxima do futebol americano no Brasil, sendo responsável por regulamentar, organizar e fomentar o esporte no país. Além da modalidade tradicional do futebol americano, também é responsável pelas modalidades flag football (sem contato ou semi-contato) e futebol americano de areia (beach football), e gerencia as seleções brasileiras.

## História
A Confederação foi formalmente instituída em 9 de março de 2013, em substituição à Associação de Futebol Americano do Brasil (AFAB), que fora fundada em 2000. A transformação da AFAB em CBFA foi aprovada na Assembléia Geral da AFAB de 15 de dezembro de 2012, em Curitiba. A confederação é reconhecida pela Federação Internacional de Futebol Americano (IFAF), tendo participado de competições de organização ou chancela da IFAF, como a Copa do Mundo de Futebol Americano e a modalidade de flag football na World Games.
No dia 9 de março de 2013, no Rio de Janeiro, foi realizada a primeira assembléia geral ordinária da CBFA, que definiu a diretoria do biênio 2013-14 cujo presidente foi o Flávio Cardia.
A entidade organizou o Campeonato Brasileiro de Futebol Americano a partir de 2012. Em 2016, o seu campeonato e o Torneio Touchdown (o outro campeonato de âmbito nacional existente) foram unificados em um único campeonato, o maior já disputado na história do Brasil, com 30 equipes na divisão de elite e 31 na divisão de acesso.
Em 2017, na segunda edição unificada da elite do campeonato nacional, torna-se a primeira edição na qual a liga dos clubes, a Liga Brasil Futebol Americano (Liga BFA), organiza a competição homônima sob a chancela da CBFA. A Liga Nacional, divisão de acesso, também chancelada pela CBFA foi gerida pela liga homônima dos clubes, a LNFA, na maioria das regiões do país, enquanto na Região Nordeste foi gerida pela Liga Nordestina de Futebol Americano (LINEFA). A partir de 2019, a Liga BFA passou a organizar as duas divisões do Campeonato Brasileiro, a Liga BFA - Elite e a Liga BFA - Acesso.
Entretanto, em 2022 houve um novo racha entre a Liga BFA e a CBFA. Em nota, a CBFA indicou motivos financeiros e discordâncias políticas para decidir que iria organizar seu próprio campeonato e tiraria a chancela da BFA, resultando novamente em dois campeonatos nacionais paralelos. 
No âmbito do flag football, a CBFA organiza a Copa do Brasil de Flag Football desde 2013. O campeonato é disputado em formato de regionais, que sagram os campeões de cada parte do Brasil e posteriormente dão vaga para a Super Final do mesmo ano, que define o campeão nacional. Na Taça de Prata, que serve como torneio secundário, participam os melhores colocados dos regionais que não conseguiram se classificar para a Super Final.

## Filiados
Estas são as entidades nacionais, regionais e estaduais filiadas à CBFA.

### Entidades nacionais e regionais
- Liga Brasil Futebol Americano
- Liga Nacional de Futebol Americano
- Associação Nordestina de Futebol Americano
- Liga Nordestina de Futebol Americano

### Entidades estaduais
- Federação de Futebol Americano de Alagoas
- Federação de Futebol Americano do Amazonas
- Federação de Futebol Americano da Bahia
- Federação Cearense de Futebol Americano
- Federação de Futebol Americano do Cerrado
- Federação Espírito-santense de Futebol Americano
- Federação de Futebol Americano de Goiás
- Federação Maranhense de Futebol Americano
- Federação Matogrossense de Futebol Americano
- Federação de Futebol Americano do Mato Grosso do Sul
- Federação Mineira de Futebol Americano
- Federação Paraense de Futebol Americano
- Federação de Futebol Americano da Paraíba
- Federação Paranaense de Futebol Americano
- Federação Pernambucana de Futebol Americano
- Federação de Futebol Americano do Rio de Janeiro
- Liga Fluminense de Futebol Americano
- Federação Norte-rio-grandense de Futebol Americano
- Federação Gaúcha de Futebol Americano
- Federação Roraimense de Futebol Americano
- Federação de Futebol Americano de São Paulo
- Liga Paulista de Futebol Americano
- Federação Catarinense de Futebol Americano
- Liga Catarinense de Futebol Americano
- Federação Sergipana de Futebol Americano
- Federação Tocantinense de Futebol Americano

## Diretoria atual
No dia 7 de fevereiro de 2021 foram eleitos Cristiane Kajiwara e Tiago Munden, respectivamente presidente e vice-presidente, para o quadriênio 2021-2025.

## Presidentes
| Nº | Presidente                  | Período      |
| -- | --------------------------- | ------------ |
| 1  | Flávio Cardia               | 2013 – 2014  |
| 2  | Gustavo Sousa               | 2015 – 2017  |
| 3  | Rogério Pimentel Silva      | 2017 – 2019  |
| 4  | Ítalo Mingoni               | 2019 – 2020  |
| 5  | Marcelli Bassani (interina) | 2020 – 2021  |
| 6  | Cristiane Kajiwara          | 2021 – atual |